# Primul amendament la Constituția Statelor Unite ale Americii
Primul amendament la Constituția Statelor Unite împiedică guvernul să formuleze legi prin intermediul cărora să reglementeze libertatea religioasă⁠(d) sau să interzică liberul exercițiu al unei religii⁠(d), să îngrădească libertatea de exprimare⁠(d), libertatea presei⁠(d), libertatea de reuniune sau dreptul de a solicita guvernului corectarea nedreptăților⁠(d). A fost adoptat la 15 decembrie 1791, fiind unul dintre cele zece amendamente care constituie Bill of Rights.
Legea Drepturilor a fost propusă pentru a liniști opoziția antifederalistă⁠(d), care se împotrivea ratificării constituționale⁠(d). Inițial, Primul Amendament se aplica numai legilor adoptate de Congres, iar numeroase sale prevederi au fost interpretate mai restrâns decât sunt astăzi. Începând cu cazul Gitlow v. statul New York⁠(d) (1925), Curtea Supremă a aplicat Primul Amendament statelor – un proces cunoscut sub numele de încorporare⁠(d) – în baza unei clauze din cel de-al XIV-lea amendament.
În cazul Everson v. Board of Education⁠(d) (1947), Curtea Supremă a cerut „o separație între biserică și stat”, pornind de la corespondența lui Thomas Jefferson, deși granița precisă a acestei separări este în continuare disputată. Interpretarea libertății cuvântului a suferit schimbări semnificative printr-o serie de hotărâri judecătorești din secolele XX și XXI, astăzi fiind protejare diferite forme de discurs politic, discursul anonim, finanțarea campaniilor electorale⁠(d), pornografia și discursurile școlare⁠(d); aceste hotărâri au definit, de asemenea, o suită de excepții de la libera exprimare⁠(d). Discursul comercial este mai puțin protejat de Primul amendament decât discursul politic și, prin urmare, este supus unei reglementări mai mari.
Clauza presei libere protejează publicarea informațiilor și a opiniilor. În cazurile Near v. statul Minnesota⁠(d)  (1931) și New York Times Co. v. Statele Unite ale Americii⁠(d) (1971), Curtea Supremă a hotărât că Primul amendament protejează precenzura⁠(d) în aproape toate cazurile. Clauza petiției protejează dreptul de a trimite petiții toate ramurile și agențiile guvernamentale. Pe lângă dreptul de reuniune, Curtea a decis că amendamentul protejează în mod implicit  libertatea de asociere.
Deși Primul amendament se aplică numai reprezentanților guvernamentali⁠(d),  există o concepție greșită conform căreia acesta interzice orice limitare a libertății de exprimare, inclusiv entităților private, neguvernamentale. Mai mult, Curtea Supremă a stabilit că protejarea libertății cuvântului nu este absolută.

## Textul
| “ | Congresul nu va elabora legi în vederea oficializării vreunei religii sau interzicerii liberului exercițiu al acesteia; sau pentru îngrădirea libertății de exprimare sau a libertății presei; sau a dreptului poporului de a se aduna pașnic și de a trimite petiții Guvernului pentru corectarea nedreptăților. | ” |

## Context
Dreptul de a solicita guvernului să corecteze nedreptățile a fost un principiu inclus în Magna Carta din 1215, precum și în Declarația engleză a drepturilor din 1689. În 1776, al doilea an al Războiului de Independență, Adunarea legislativului din Virginia⁠(d) a adoptat o Declarație a Drepturilor⁠(d) care cuprindea următoarea propoziție: „Libertatea presei este unul dintre cele mai mari bastioane ale libertății și poate fi restrânsă numai de către guvernele despotice”. Nouă din celelalte treisprezece state au introdus astfel de prevederi în propriile constituții sau în alte documente oficiale. Totuși, acestea prevederi constituționale au fost considerate „simple critici aduse organelor legislative ale statelor”.

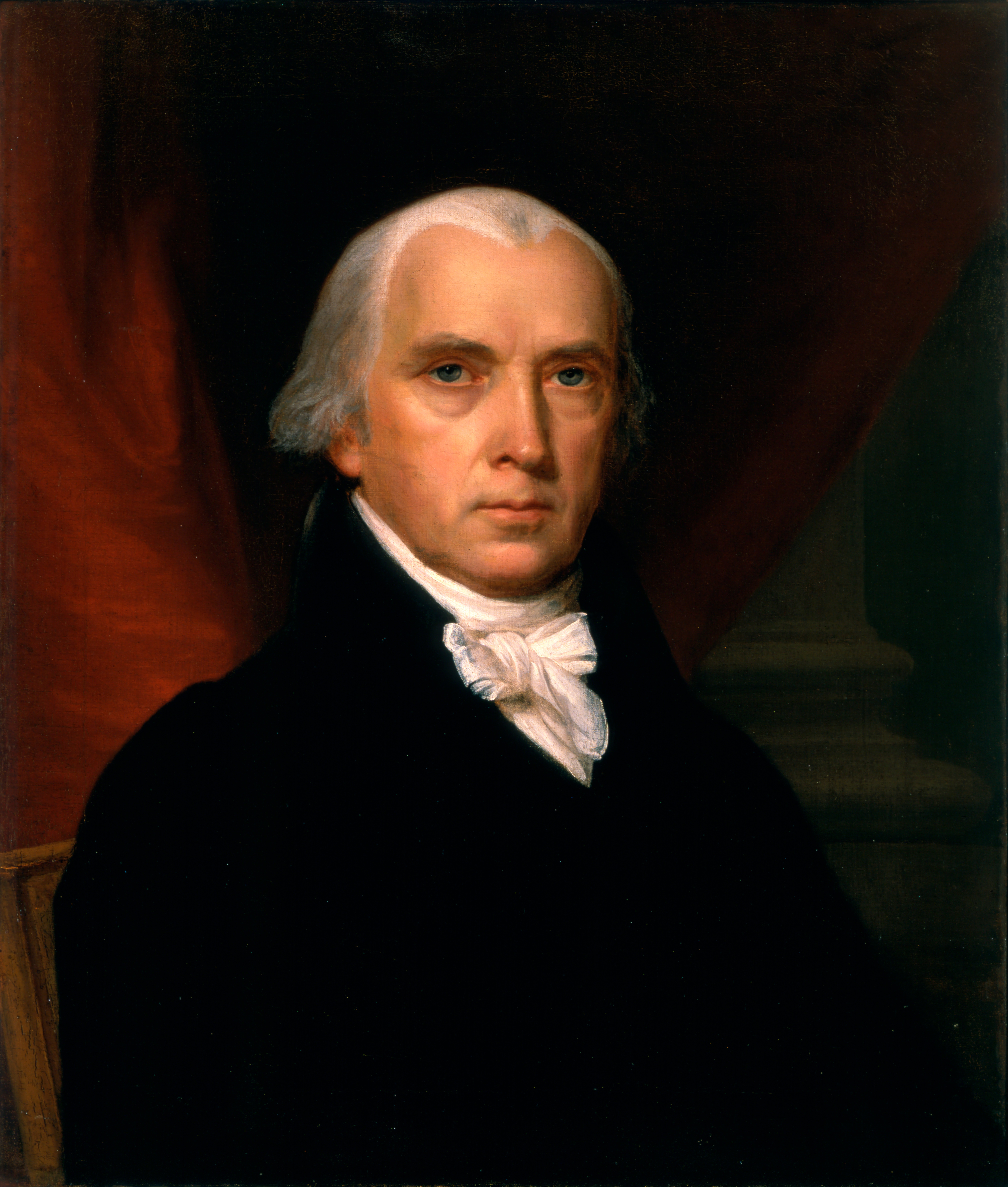
James Madison, redactor al Bill of Rights

După câțiva ani de guvernare relativ slabă sub Articolelor Confederației, o Convenție constituțională⁠(d) din Philadelphia a propus o nouă constituție pe 17 septembrie 1787. George Mason⁠(d), un delegat al convenției și redactorul Declarației Drepturilor din Virginia, a propus ca textul viitoarei Constituții să includă o listă cu drepturile cetățenești⁠(d) garantate. Alți delegați - inclusiv viitorul redactor al Bill of Rights, James Madison - nu au fost de acord, susținând că statul garantează drepturile cetățenești, iar orice încercare de enumerare a drepturilor individuale implică faptul că celelalte drepturi nenumite nu sunt protejate. După o scurtă dezbatere, propunerea lui Mason a fost respinsă printr-un vot unanim al delegațiilor.
Cu toate acestea, nouă din cele treisprezece state au fost obligate să aprobe Constituția în convențiile statale pentru a permite ratificarea documentului. Cei care s-au opus ratificării - i.e. curentul antifederalist - erau îngrijorați de faptul că în Constituție nu există garanții adecvate pentru drepturile cetățenești. Susținătorii documentului proveniți din statele în care populația era împotriva ratificării (inclusiv Virginia, Massachusetts și New York) au propus convențiilor din propriile state atât să ratifice Constituția, cât și să adauge o Lege a Drepturilor. Constituția Statelor Unite a fost în cele din urmă ratificată de toate cele treisprezece state. În cadrul Primului Congres al Statelor Unite, la cererea organelor legislative ale statelor, James Madison a propus douăzeci de amendamente constituționale, iar varianta originală a Primului amendament era următoarea:
„Niciunei persoane nu îi vor fi negate drepturile cetățenești din cauza credinței religioase sau a cultului de care aparține și nici nu va fi stabilită vreo religie națională, iar drepturile depline și egale de conștiință nu vor fi încălcate în vreun fel sau sub orice pretext. Poporul nu va fi lipsit sau nu i se va limita dreptul său de a vorbi, de a scrie sau de a-și publica opiniile; iar libertatea presei, fiind unul dintre marile bastioane ale libertății, va fi inviolabilă. Poporul nu va fi împiedicat nici din a se reuni și a se consulta în mod pașnic în vederea binelui comun, nici din a mustra sau trimite petiții organului legislativ pentru corectarea nedreptăților.”
Acesta a fost scurtat de către Congres și adoptat atât de Camera Reprezentanților, cât și Senat fără aproape nicio dezbatere înregistrată, complicând discuțiile viitoare cu privire la scopul amendamentului. Congresul a aprobat și înaintat statelor spre ratificare douăsprezece amendamente la 25 septembrie 1789. Textul revizuit al celui de-al treilea articol a devenit Primul Amendament, deoarece ultimele zece articole din cele 12 articole trimise au fost ratificate de numărul necesar de state la 15 decembrie 1791 și sunt acum cunoscute în mod colectiv sub numele de Bill of Rights.